# Eulabeornis castaneoventris
Eulabeornis castaneoventris е вид птица от семейство Rallidae, единствен представител на род Eulabeornis.

## Разпространение
Видът е разпространен в Австралия и Индонезия.